# NGC 5290
NGC 5290 (другие обозначения — UGC 8700, MCG 7-28-61, ZWG 218.43, IRAS13432+4157, PGC 48767) — спиральная галактика (Sbc) в созвездии Гончие Псы.
Этот объект входит в число перечисленных в оригинальной редакции «Нового общего каталога».